# Saïd Boumazoughe
Saïd Boumazoughe (Antwerpen, 1 maart 1987) is een Belgisch-Marokkaanse film-, theater- en televisieacteur.

## Carrière
In 2012 richtte Saïd Boumazoughe samen met enkele vrienden Hiphop collectief NoMoBS op. Zijn artiestennaam als rapper was 'Eazy Lo'.
In 2015 speelde hij naast Michael De Cock in de productie Reizen Jihad van Fikry El Azzouzi onder regie van Junior Mtombeni bij het SINCOLLECTIEF. De productie ging op 6 maart in première in Kultuurfaktorij Monty in Antwerpen.
In 2017 speelde Boumazoughe mee met theatergezelschap De Roovers in het stuk Arabische nacht van de Duitse toneelschrijver Roland Schimmelpfennig.
Samen met NoMoBS-collega Salahdine Ibnou Kacemi start hij in oktober 2017 de Nederlandstalige hiphopband SLM. De naam is een afkorting voor het Arabische woord salam wat 'vrede’ betekent.
Saïd Boumazoughe speelt een van de hoofdrollen in het KVS-stuk Drarrie in de nacht in een regie van Junior Mthombeni en naar een tekst van Fikry El Azzouzi. Het stuk ging op 1 februari 2018 in première in Brussel.
In Patser, een film van Adil El Arbi en Bilall Fallah uit 2018, vertolkt hij het personage Volt. In datzelfde jaar speelt hij ook mee in de Nederlandse tv-serie Mocro Maffia.
In oktober 2018 nam hij deel aan De Slimste Mens ter Wereld.
Hij speelde in 2020 rollen in GR5 (2020) uitgezonden op Eén en in Grond (2020) op Play4.
In de film Desert Warrior speelde Boumazoughe de rol van Samir, een stamprins. De release van deze hollywoodproductie is gepland voor 2023.
In 2024 nam Samir deel aan Special Forces - Wie durft wint seizoen 2 op VTM. In aflevering 8, vlak voor het einde, besloot hij om het spel te verlaten.

## Privéleven
Saïd Boumazoughe, geboren in 1987, groeide op in de Antwerpse wijk Kiel.